# نيكولاس فولكر
نيكولاس فولكر (بالإنجليزية: Nicholas Folker) (مواليد 26 أكتوبر 1976) هو سبّاح جنوب أفريقي، مثّل بلاده في الألعاب الأولمبية الصيفية 2000.

## روابط خارجية
نيكولاس فولكر على موقع الاتحاد الدولي للسباحة (الإنجليزية)
- نيكولاس فولكر على موقع SwimRankings.net (الإنجليزية)
- نيكولاس فولكر على موقع اللجنة الأولمبية الدولية (الإنجليزية)
- نيكولاس فولكر على موقع أوليمبيديا (الإنجليزية)
- نيكولاس فولكر على موقع اتحاد ألعاب الكومنولث (مؤرشف) (الإنجليزية)